# Melechesh

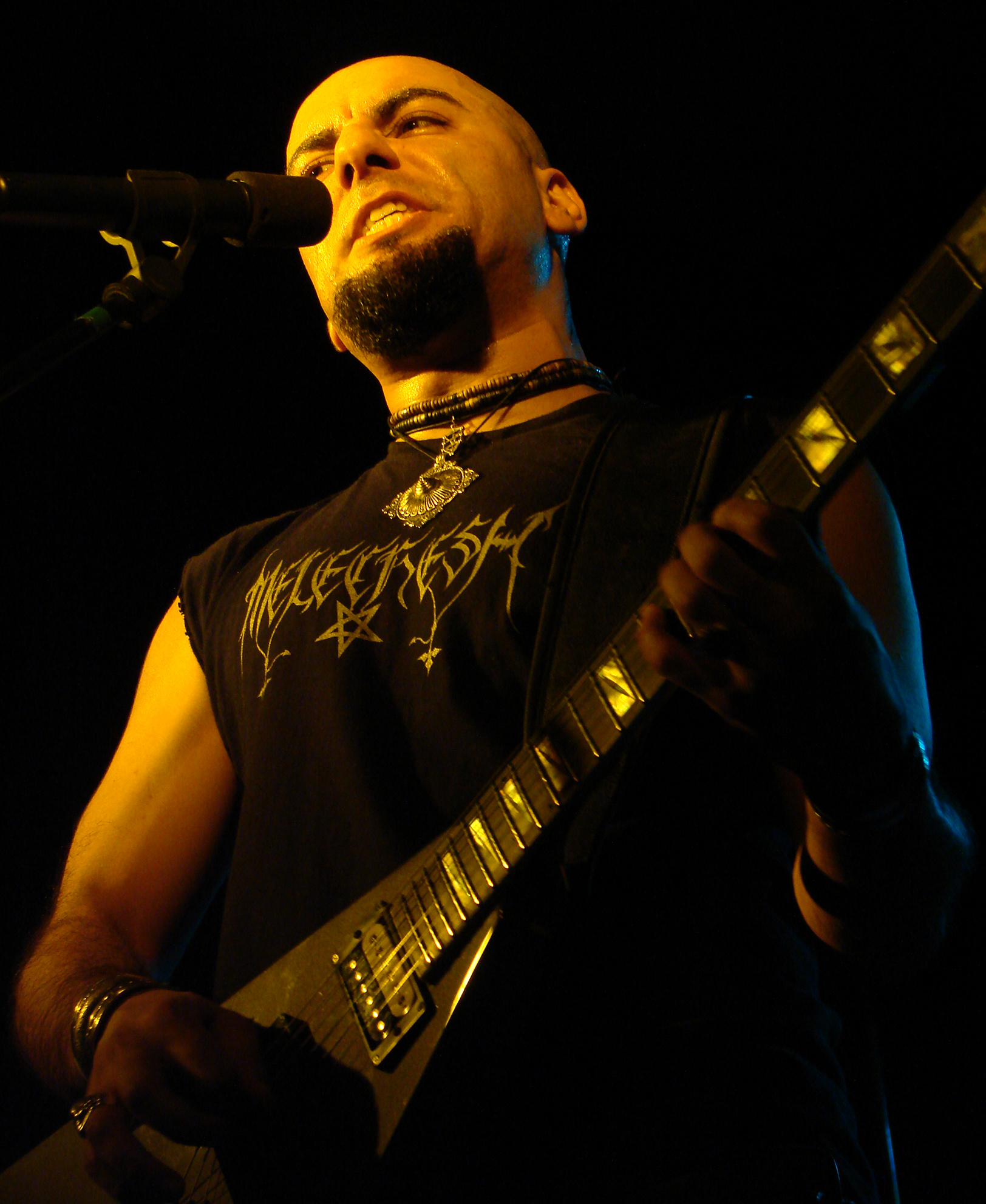
Murat "Ashmedi" Cenan 2008

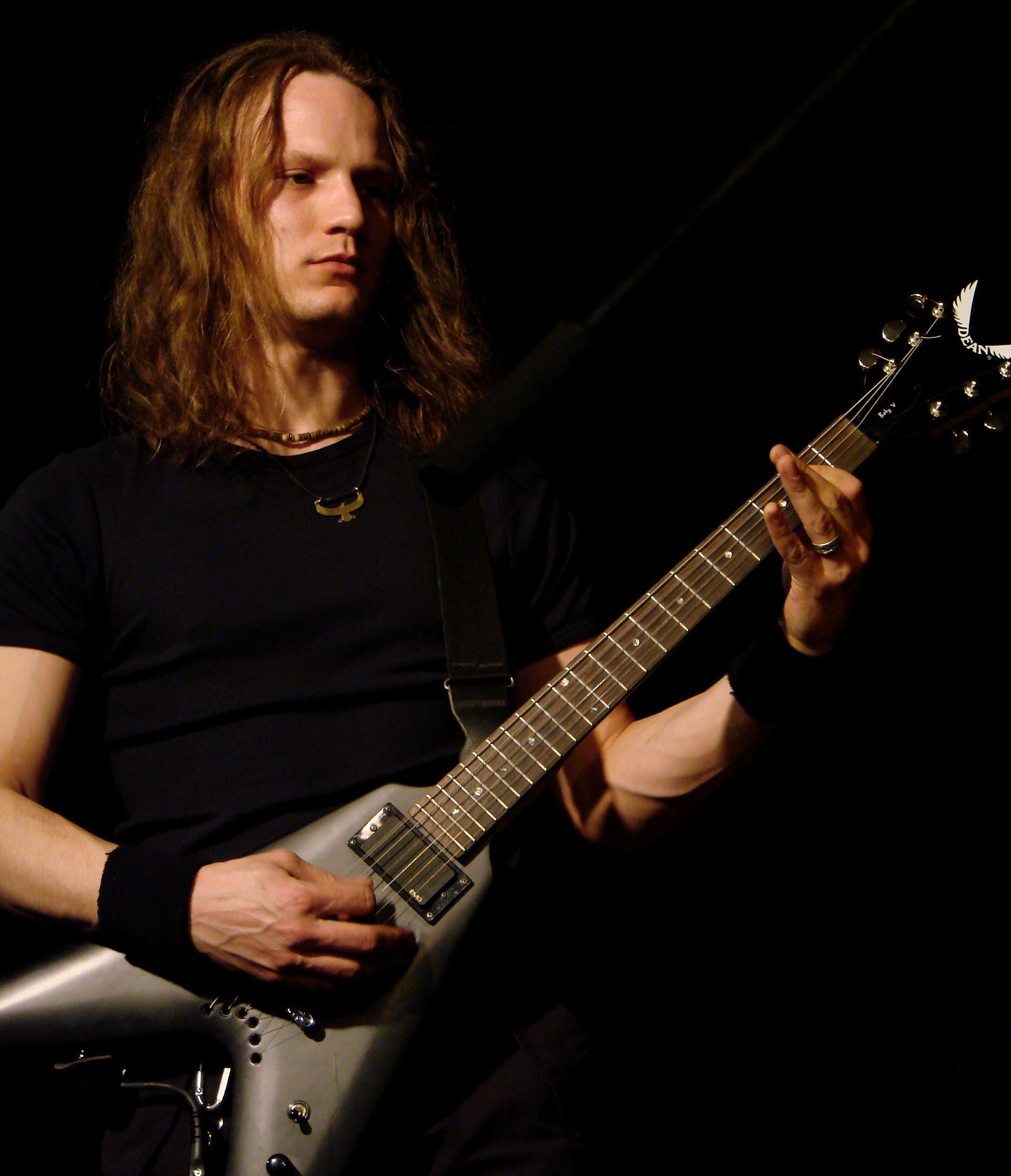
Malak Al'Maut 2008

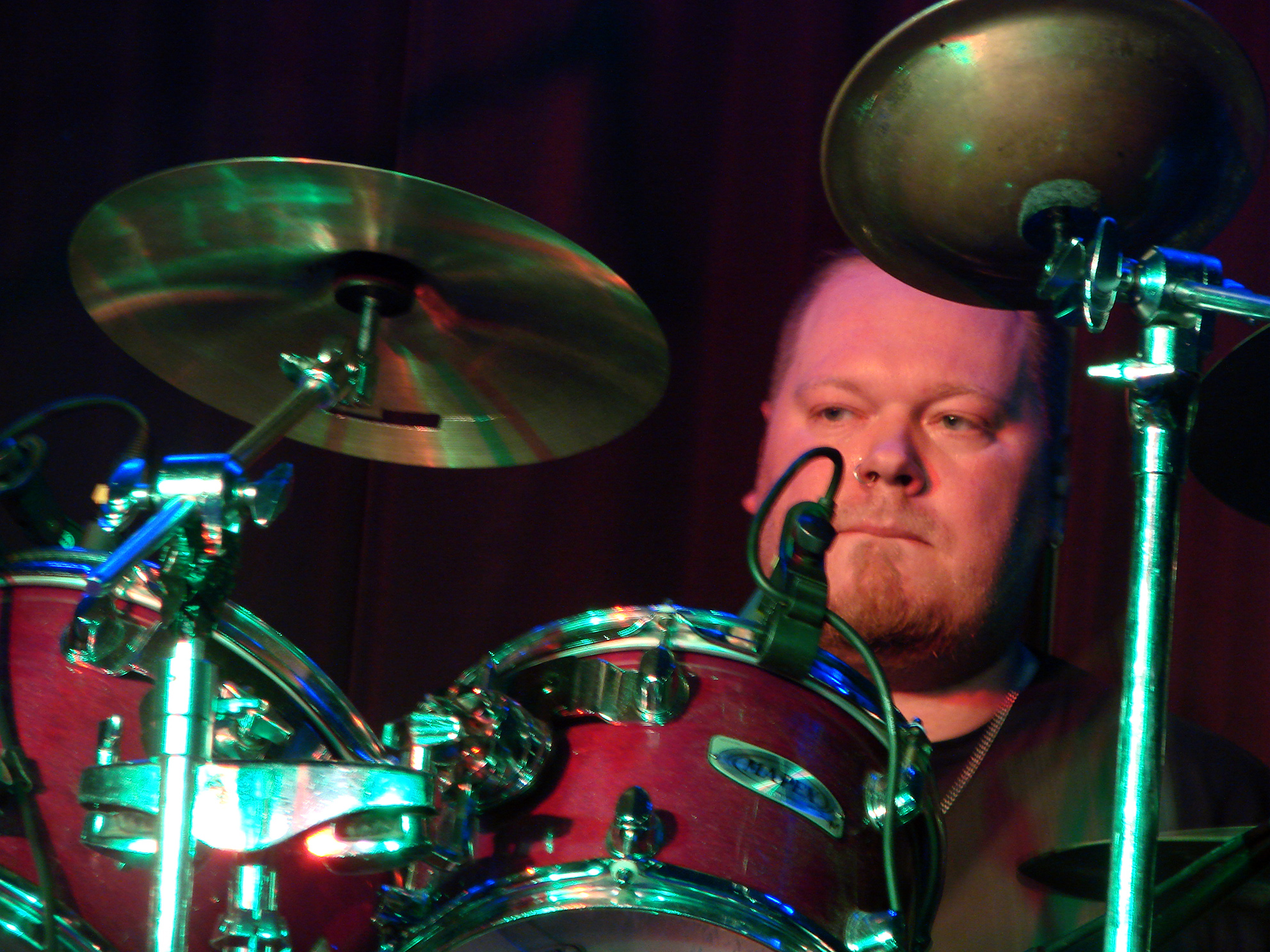
Yuri "Xul" Rinkel 2008

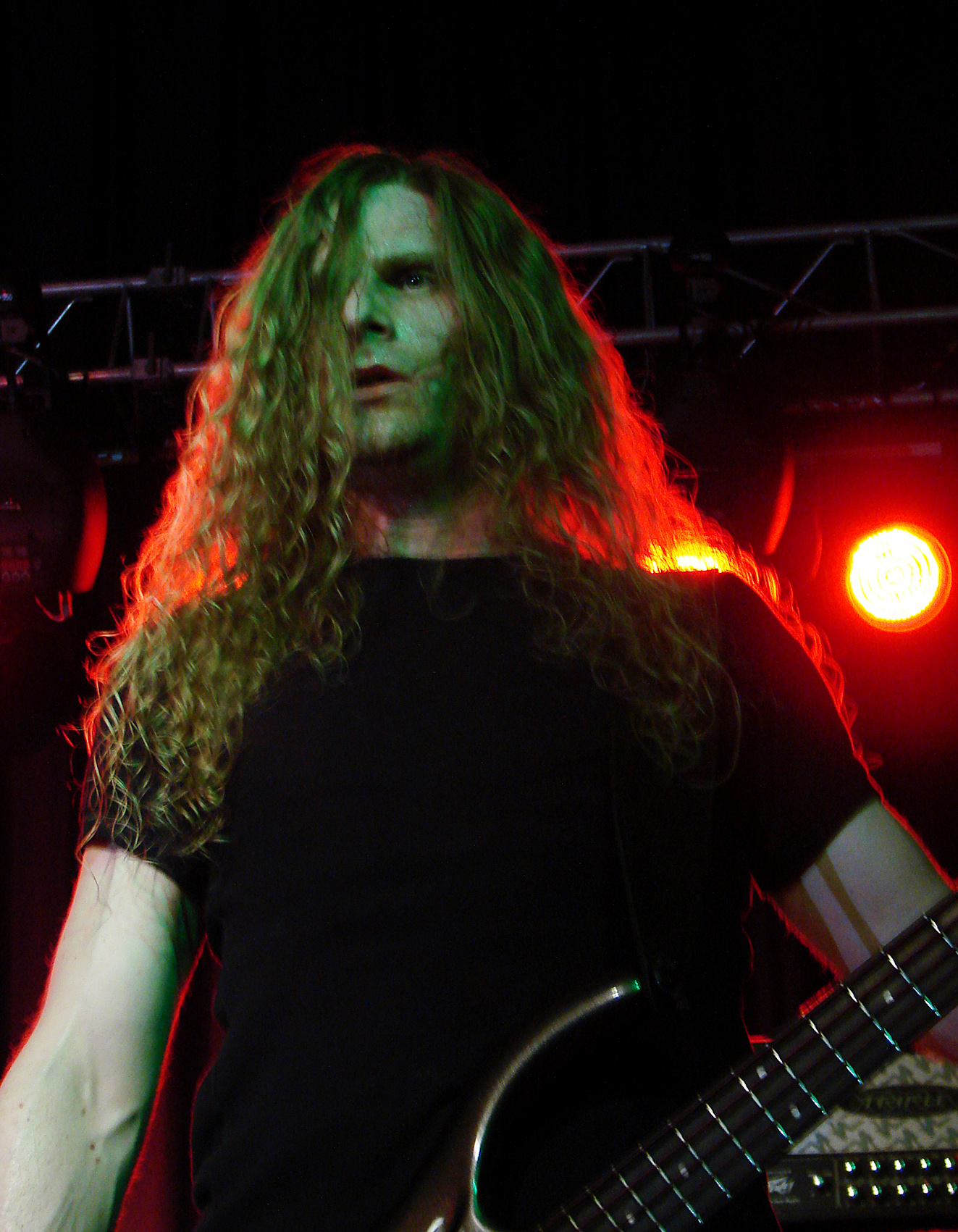
Al Hazred 2008

Melechesh är ett melodisk black metal-band från mellanöstern som i sina texter inkluderar teman från sumerisk och mesopotamisk mytologi. Bandet startades 1993 av sångaren och gitarristen Murat "Ashmedi" Cenan i Jerusalem. Där anslöt också andregitarristen Nadim "Moloch" Khoury, ursprungligen från Betlehem. Sedan 1998 bor Ashmedi i Amsterdam i Nederländerna och Moloch i Frankrike Bandnamnet Melechesh är hebreiska och betyder ungefär "eldens kung" (King of Fire).
Melecheshs första fullängdsalbum, As Jerusalem Burns... Al'Intisar gavs ut 1996. 2011 spelade bandet första gången i Sverige som förband till Nile. Sjätte och senaste studioalbumet, Enki, gavs ut av Nuclear Blast i februari 2015. 
En dokumentärfilm påbörjades 2009 om Ashmedis karriär, inspelad delvis i Jerusalem men projektet fick avbrytas, för att under 2011 fortsätta med ny filmare.

## Medlemmar

### Nuvarande medlemmar
- Murat "Ashmedi" Cenan - sång, gitarr, sitar, keyboards, piano (1993– )
- Nadim '"Moloch" Khoury - gitarr, saz, bindir, bouzouki, percussion, bakgrundssång (1994-2013; 2014- )
- Lord Curse - trummor (1994-1999; 2014- )
- Scorpios - bas, bakgrundssång (2012– )

### Tidigare medlemmar
- Uusur - bas (1995-1996)
- Thamuz - bas (1995)
- Cimeries - keyboards (1995)
- Al Hazred - bas, sång (1996-2008)
- Russ "Proscriptor McGovern" R. Givens - trummor, percussion, sång (1999-2005)
- Yuri "Xul" Rinkel - trummor (2005-2013)
- Rahm - bas (2010-2011)

## Diskografi

### Demo
- As Jerusalem Burns... (1995)

### EP
- The Siege of Lachish (1995)
- The Ziggurat Scrolls (2004)
- Mystics of the Pillar II (2012)

### Studioalbum
- As Jerusalem Burns...Al'Intisar (1996)
- Djinn (2001)
- Sphynx (2003, 2004 i Nordamerika)
- Emissaries (2006, 2007 i Nordamerika)
- The Epigenesis (2010)
- Enki (2015)